# Lost on the River: The New Basement Tapes
Lost on the River: The New Basement Tapes es un álbum de estudio producido por T Bone Burnett que incluye a un colectivo de músicos bajo el nombre de The New Basement Tapes —Elvis Costello, Rhiannon Giddens, Taylor Goldsmith, Jim James y Marcus Mumford, publicado en noviembre de 2015. El álbum se compone de una serie de canciones sobre la base de manuscritos del músico estadounidense Bob Dylan descubiertos antes de su grabación, escritas entre el periodo comprendido entre su accidente de motocicleta y las primeras grabaciones en Red Room, el hogar de Dylan, en la primavera de 1967, donde tuvieron lugar el origen de The Basement Tapes.
A comienzos de mayo de 1967, Dylan comentó al periodista Michael Iachetta: «Las canciones están en mi cabeza como siempre son, pero no van a ser escritas hasta que algunas personas vengan y me compensen por algunas de las cosas que pasaron», posiblemente refiriéndose a su conflicto con su por entonces representante, Albert Grossman. Durante este periodo en el que empezó a grabar con The Hawks, Dylan cambió sus hábitos de escritura y escribió sus textos directamente en una máquina de escribir.

## Lista de canciones
| Cara A |                      |                                         |          |  |
| N.º    | Título               | Escritor(es)                            | Duración |  |
| 1.     | «Down on the Bottom» | Bob Dylan, Jim James                    | 4:29     |  |
| 2.     | «Married to My Hack» | Dylan, Elvis Costello                   | 1:57     |  |
| 3.     | «Kansas City»        | Dylan, Marcus Mumford, Taylor Goldsmith | 4:04     |  |
| 4.     | «Spanish Mary»       | Dylan, Rhiannon Giddens                 | 5:31     |  |
| 5.     | «Liberty Street»     | Dylan, Goldsmith                        | 2:45     |  |

| Cara B |                              |                           |          |  |
| N.º    | Título                       | Escritor(es)              | Duración |  |
| 6.     | «Nothing to It»              | Dylan, James              | 3:32     |  |
| 7.     | «Golden Tom – Silver Judas»  | Dylan, Costello           | 2:39     |  |
| 8.     | «When I Get My Hands on You» | Dylan, Mumford, Goldsmith | 3:10     |  |
| 9.     | «Duncan and Jimmy»           | Dylan, Giddens            | 4:10     |  |
| 10.    | «Florida Key»                | Dylan, Goldsmith          | 3:19     |  |

| Cara C |                         |                  |          |  |
| N.º    | Título                  | Escritor(es)     | Duración |  |
| 11.    | «Hidee Hidee Ho #11»    | Dylan, James     | 4:45     |  |
| 12.    | «Lost on the River #12» | Dylan, Costello  | 3:42     |  |
| 13.    | «Stranger»              | Dylan, Mumford   | 4:22     |  |
| 14.    | «Card Shark»            | Dylan, Goldsmith | 2:36     |  |
| 15.    | «Quick Like a Flash»    | Dylan, James     | 3:17     |  |

| Cara D |                                              |                          |          |  |
| N.º    | Título                                       | Escritor(es)             | Duración |  |
| 16.    | «Hidee Hidee Ho #16»                         | Dylan, Giddens, Costello | 3:51     |  |
| 17.    | «Diamond Ring»                               | Dylan, Goldsmith         | 2:54     |  |
| 18.    | «The Whistle Is Blowing»                     | Dylan, Mumford           | 5:10     |  |
| 19.    | «Six Months in Kansas City (Liberty Street)» | Dylan, Costello          | 3:36     |  |
| 20.    | «Lost on the River #20»                      | Dylan, Giddens, Mumford  | 3:47     |  |

## Personal
- Elvis Costello – voz, guitarra de doce cuerdas, guitarra acústica, bajo, guitarra eléctrica, mandolina, melotrón, órgano, ukulele
- Rhiannon Giddens – voz, banjo, violín, banjo
- Taylor Goldsmith – voz, guitarra acústica, bajo, guitarra eléctrica, melotrón, órgano y piano
- Jim James – voz, guitarra acústica, bajo, guitarra eléctrica, melotrón, órgano, piano y sintetizador
- Marcus Mumford – voz, guitarra acústica, batería y mandolina
- Jay Bellerose – batería y percusión
- Zach Dawes – bajo
- T Bone Burnett – guitarra eléctrica
- Johnny Depp – guitarra eléctrica en "Kansas City"
- Griffin Goldsmith – batería
- Carla Azar - batería
- S.I. Istwa - coros
- Rebecca Lovell - coros
- Megan Lovell - coros